# Meeson
Meeson – przysiółek w Anglii, w Shropshire, w dystrykcie (unitary authority) Telford and Wrekin. Leży 9,5 km od miasta Newport, 17,7 km od miasta Shrewsbury i 217,6 km od Londynu. W latach 1870–1872 miejscowość liczyła 85 mieszkańców.